# Dikgonnye
Dikgonnye è un villaggio del Botswana situato nel distretto di Kgatleng, sottodistretto di Kgatleng. Il villaggio, secondo il censimento del 2011, conta 431 abitanti.

## Località
Nel territorio del villaggio sono presenti le seguenti 2 località:
- Dikgonnye Cattle post di 70 abitanti,
- Makanyane di 51 abitanti